# Tamarah Benima
Tamarah Maionah Benima (Amsterdam, 1950) is een Nederlandse journaliste, columniste, vertaalster en liberaal rabbijn.

## Biografie
De grootvader van Benima werkte als handelaar in Winschoten en kocht in 1926 een pand in Berlijn op de Kurfürstendamm. In 1936 raakte hij echter alles kwijt en in 1942 werd hij vermoord in Auschwitz. Haar grootmoeder was protestants-christelijk en werd in 1920 joods.
Benima werkte tussen 1973 en 1979 als fysiotherapeut in Nederland en Berlijn. In 1980 werd zij verslaggever voor het Nieuw Israëlietisch Weekblad (NIW). Tussen 1992 en 1999 was ze hoofdredacteur van dit blad. In 1999 was ze één van de gasten van Zomergasten dat seizoen met Adriaan van Dis als presentator. In 2003 volgt ze een rabbinale studie en na afronding hiervan aan het liberaal-joodse Levisson Instituut op 27 augustus 2008 schatte Benima de kans niet hoog in dat zij als rabbijn zou kunnen werken voor de liberaal-joodse gemeenschap in Nederland gezien de geringe financiële middelen van de liberaal-joodse gemeenten. Echter ze heeft vanaf 2005 gewerkt voor de Progressief-Joodse Gemeente Noord-Nederland, eerst als student-rabbijn en vanaf 2008 als gecertificeerd rabbijn. Op 1 juni 2015 werd zij aangesteld als rabbijn van de joodse gemeente Beit Ha'Chidush in Amsterdam. Datzelfde jaar verscheen haar boek Joodser dan dit krijgt u het niet. De levenskunst van de joodse beschaving, eerst uitgegeven door Prometheus, nu door Juwelenschip. Naar aanleiding van het uitkomen van dit boek verscheen in Trouw een interview van Stevo Akkerman met rabbijn Benima.
Op 28 oktober 2021 veroorzaakte Benima opschudding met een rede in de Statenzaal van Friesland, waarin ze de manier waarop minister Hugo de ongevaccineerden tot zondebok maakt voor de crisis in de ziekenzorg hekelde. Ze vergeleek deze retoriek met de demonisatie van Joden door de nazi's  in de aanloop tot de Sjoa (Holocaust). „[...] ik weet me, zeg ik als Jodin, gewaarschuwd door wat er in nazi-Duitsland plaatsvond. De beleidsmakers (./.) hadden het beste voor met iedereen. Ook
toen ze de Joden als ‘een gevaar voor de volksgezondheid’ aanmerkten. Ook toen ze een oorlog startten tegen het toenmalige ‘virus’. Speel dus niet met vuur door mensen nu in onze samenleving weg te zetten als een gevaar voor de volksgezondheid zoals de minister met regelmaat doet”, aldus Benima. In haar ‘Rede van Fryslân’ zei ze ook dat wetenschappers zich de laatste
anderhalf jaar hebben laten verleiden tot totalitair denken. De uitspraak van viroloog Ab Osterhaus dat het „de ideale oplossing" zou zijn om alle „ongevaccineerden op een eiland te zetten" als voorbeeld van dit totalitaire denken. Dat Osterhaus die uitspraak liet volgen door de woorden "dat is niet acceptabel" liet Benima echter weg, waardoor de uitspraak uit z'n verband is gehaald. Ook in de cancelcultuur ziet Benima een manifestatie van het totalitarisme. “Wat niet in hun narratief paste, moet het zwijgen worden opgelegd”, sprak Benima. Een groot deel van de ophef ging over de vergelijking tussen de Sjoa en de behandeling van ongevaccineerden. 
“Naar aanleiding van de ophef die de Rede opriep, heeft het Nederlands Verbond voor Progressief Jodendom in oktober 2021 de samenwerking met Benima opgezegd, en heeft Benima in november 2021 haar rabbinaat in bij de Progressief-Joodse Gemeente Noord-Nederland neergelegd.  Bij de joodse gemeente Beit Ha'Chidush is ze nog steeds rabbijn, gesteund door de meerderheid der leden.